# Aramisza
Aramisza (arab. عرامشة; hebr. רָמִשָׁהעַ) nazywana jest także Arab al-Aramisza (arab. عرب العرامشة; hebr. עַרַבּ אל-עַרָמִשָׁה) – wieś arabska położona w Samorządzie Regionu Matte Aszer, w Dystrykcie Północnym, w Izraelu.

## Położenie
Aramisza jest położona na wysokości 470 m n.p.m. w północno-zachodniej części Górnej Galilei. Leży w środkowej części płaskowyżu Wyżyny Adamit (ok. 460 m n.p.m.) u podnóża masywu góry Har Manor (600 m n.p.m.). Na zachód od wsi z płaskowyżu spływa strumień Namer z dopływem Tavul. Po stronie wschodniej i południowej przebiega głębokie wadi strumienia Becet. Strumienie łączą się i spływają w kierunku zachodnim między wzgórzami Zachodniej Galilei na równinę przybrzeżną Izraela. W odległości około 100 metrów na północ od wsi przebiega granica Libanu. W otoczeniu wsi znajdują się miejscowość Fassuta, moszawy Zarit, Szomera, Ewen Menachem i Goren, kibuce Elon i Adamit, oraz wieś komunalna Gornot ha-Galil. Na wschód od wsi znajduje się baza wojskowa Szomera, a przy granicy libańskiej są położone posterunki Adamit i Boustane. Po stronie libańskiej leżą wioski Alma asz-Szab, Butajszijja, Zahajra, Jarin, Az-Zallutijja, Umm at-Tut i Al-Bustan.

### Podział administracyjny
Aramisza jest położona w Samorządzie Regionu Matte Aszer, w Poddystrykcie Akka, w Dystrykcie Północnym.

## Demografia
Populacja wioski jest mieszana i składa się z Arabów i Beduinów:

Źródło danych: Central Bureau of Statistics.

## Historia

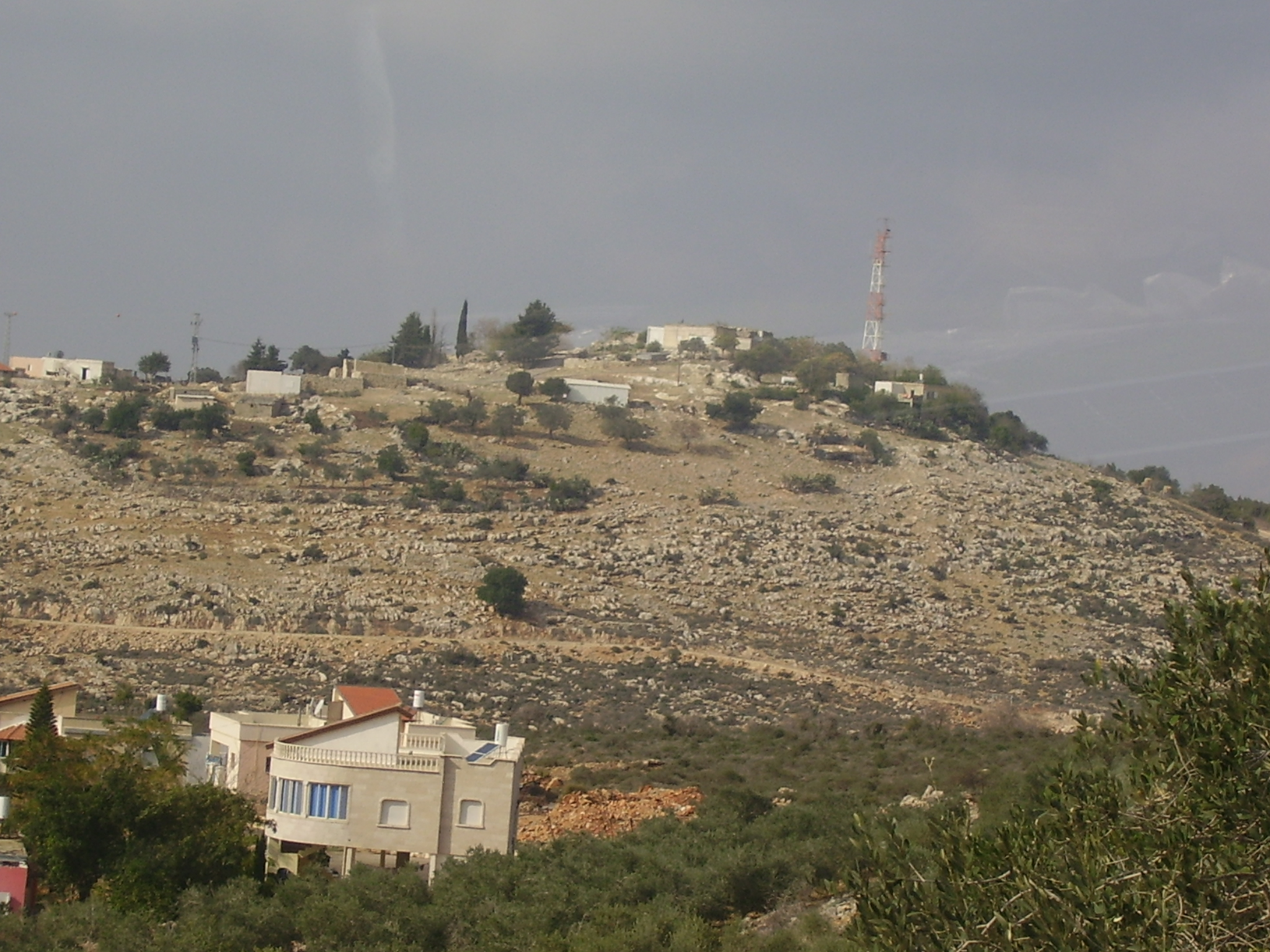
Wieś Aramisza

Według lokalnej legendy, tutejsza wieś Chirbat Iribbin powstała w 1872 roku. Jednak w rzeczywistości było to koczowisko beduińskiej rodziny Al-Aramisza. Przyjęta 29 listopada 1947 roku Rezolucja Zgromadzenia Ogólnego ONZ nr 181 przyznała te tereny państwu arabskiemu. Podczas wojny domowej w Mandacie Palestyny w 1948 roku w rejonie wioski stacjonowały siły Arabskiej Armii Wyzwoleńczej, które paraliżowały żydowską komunikację w całej Galilei. Podczas I wojny izraelsko-arabskiej w październiku 1948 roku Izraelczycy przeprowadzili operację „Hiram”, w trakcie której 31 października 1948 roku zajęli wieś Chirbat Iribbin. Wszystkich jej mieszkańców wysiedlono (uciekli do sąsiedniego Libanu), a domy wyburzono. Po wojnie w tamtym rejonie istniały nieuznawane oficjalnie przez władze izraelskie beduińskie koczowiska An-Nawakir, Arab al-Aramsiza, Dżurdajch i Chirbat Idmit. Dopiero przyjęta w latach 80. XX wieku polityka przymusowego osiedlania Beduinów, spowodowała zmianę podejścia do koczowisk, które przekształcono w wieś Aramisza. Budowę nowych domów przeprowadzono na gruntach dawnej arabskiej wioski Chirbat Iribbin. Podczas II wojny libańskiej w 2006 roku na wieś spadły rakiety wystrzelone przez organizację terrorystyczną Hezbollah z terytorium Libanu. W dniu 5 sierpnia od wybuchu rakiety zginęło trzech mieszkańców wsi.

## Kultura i sport
We wsi jest ośrodek kultury z biblioteką. Z obiektów sportowych jest boisko do piłki nożnej.

## Edukacja
We wsi jest szkoła podstawowa Arab al-Aramisza.

## Gospodarka
Rolnictwo odgrywa marginalną rolę w lokalnej gospodarce. Większość mieszkańców dojeżdża do miejsc pracy położonych poza wsią.

## Transport
Przez wieś przebiega droga nr 8993, którą jadąc na południowy zachód dojeżdża się do kibucu Adamit i dalej do skrzyżowania z drogą nr 899, lub jadąc na północny wschód dojeżdża się do moszawu Zarit.